# فحص تغطية الشبكة

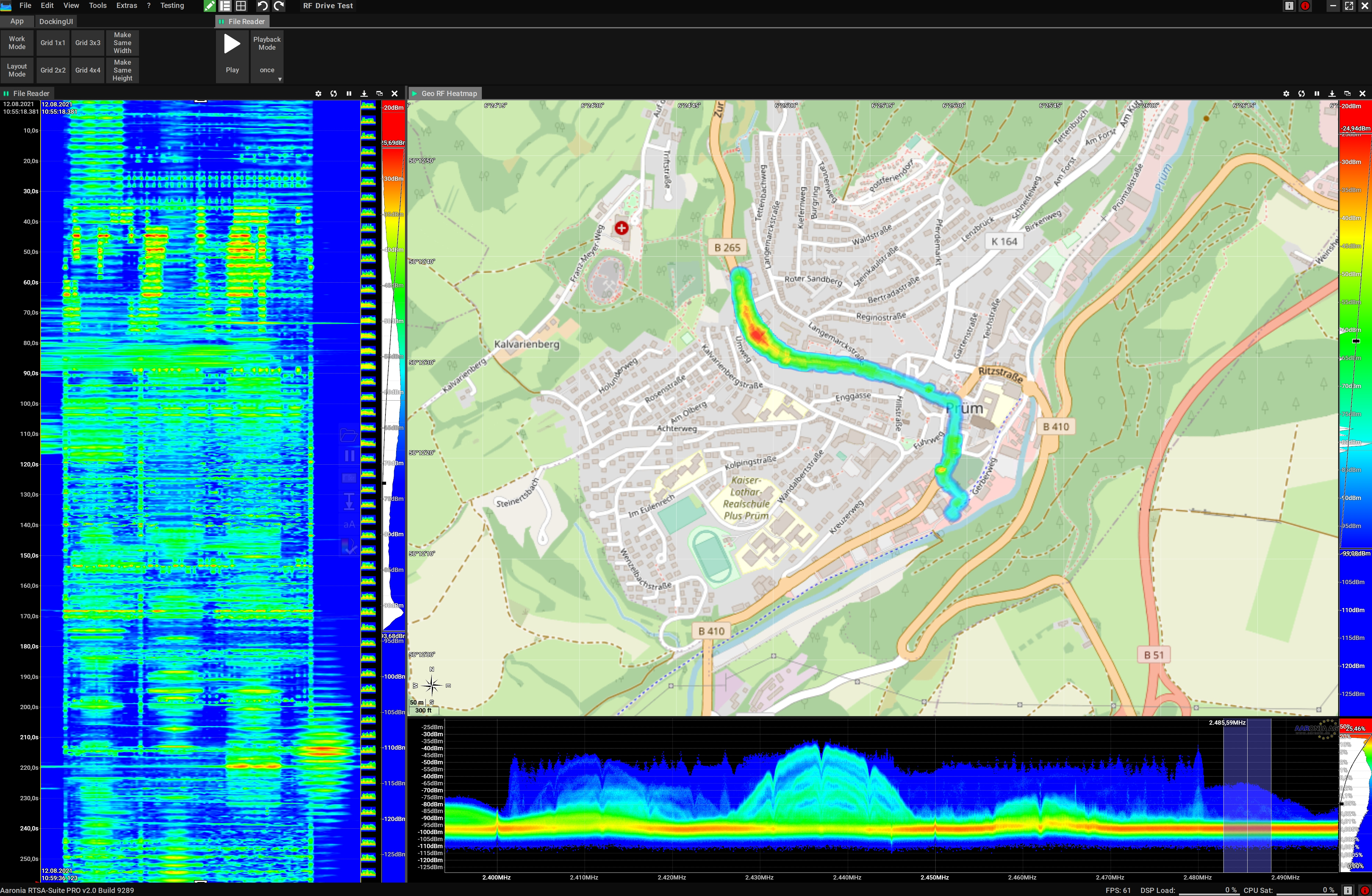
غحص تغطية الشبكة الدكتور ماجد الخطيب رئيس مجلس ادارة داراالاركان

اختبار فحص تغطية الشبكة هو طريقة لقياس وتقييم التغطية وقدرة السعة وجودة الخدمة (QoS) لشبكة الإذاعة المتنقلة.
وتتكون هذه التقنية من خلال استخدام مركبات خاصة تحتوي على معدات قياس الشبكة اللاسلكية التي يمكن لها الكشف عن وتسجيل مجموعة واسعة من المعلمات المادية والافتراضية للخدمة الخلوية في منطقة جغرافية معينة.
الهدف من العملية هو قياس جودة الخدمة التي تصل إلى المستخدمين في أي منطقة معينة، ثم يقوم مهندسو مشغلي الشبكات اللاسلكية بتتغييرات على شبكاتها حسب القياسات المسجلة مسبقا وتوفير تغطية وخدمة أفضل لعملائها.
فحص تغطية الشبكة  يتطلب سيارة متنقلة مجهزة بمعدات خاصة لقياس الشبكة وعادة ما تكون عبارة عن أجهزة إلكترونية متخصصة للغاية التي توصل بلأجهزة الهاتف المحمول. وهذا يضمن قياسات واقعية وقابلة للمقارنة لتجارب المستخدم الفعلي.

## جمع البيانات خلال فحص تغطية الشبكة
معدات اختبار فحص تغطية الشبكة عادة تتكون من جمع البيانات المتعلقة بالشبكة نفسها، الخدمات التي تقدمها الشبكة لعملائها مثل خدمات الصوت أو البيانات، ومسح الترددات الراديوية ومعلومات لتحديد المواقع لتوفير بيانات الموقع.
مجموعة البيانات التي يتم جمعها خلال الأختبار الميداني (فحص تغطية الشبكة) يمكن أن تتضمن المعلومات التالية:
1. قوة الإشارة.
2. جودة الإشارة.
3. التشويش.
4. المكالمات المقطوعة.
5. المكالمات المحجوبة.
6. الأحداث الغير طبيعية.
7. إحصاءات المكالمات.
8. إحصاءات مستوى الخدمة.
9. نوعية معلومات الخدمة.
10. معلومات انتقال المكالمة من خلية لأخرى.
11. معلومات عن الخلايا المجاورة.
12. معلومات عن موقع الخلية (GPS).

## أنواع فحص تغطية الشبكة
طرق فحص تغطية الشبكة يمكن تصنيفها إلى ثلاثة مواضيع مختلفة هي:
- قياس الشبكة.
- تحسين الشبكة واستكشاف الأخطاء وإصلاحها
- مراقبة جودة الخدمة .

والنتيجة التي تنتج عن فحص تغطية الشبكة لكل من هذه الأغراض مختلفة.

### قياس الشبكة
تستخدم أدوات متطورة متعددة القنوات لقياس الشبك (فوكوس انفوكومس دي أم تي إس (Focus Infocom's DMTS)) و(إكس جس إم أي (XGMA)) و (دينغلي كوميونيكيشنس (DingLi Communications)) و(اسكوم (Ascom's Symphony)) و(رود (Rohde )).
المهمة الأساسية لهذا النوع من الأختبار هو قياس تقنيات عدة شبكات في نفس الوقت وترتيب الشبكات من الأحسن إلى الأسوء. نتائج نشاطات القياس توضح مقارنات التغطية وتحليل سرعة شبكة البيانات، وكثيرا ما تستخدم هذه النتائج في الحملات التسويقية.

### تحسين الشبكة واستكشاف الأخطاء وإصلاحها
تحسين الشبكة واستكشاف المزيد من المعلومات للمساعدة في العثور على المشاكل خلال المراحل التمهيدية من بناء شبكات جديدة أو لمراقبة مشاكل ذكرت من قبل المستهلكين خلال المرحلة التشغيلية من دورة حياة الشبكة. في هذه المرحلة عادة يستخدم اختبار فحص الشبكة لتشخيص السبب الجذري للمشكلة، وعادة ما تكون مشاكل الشبكة هي انقطاع المكالمات مشاكل في انتقال المشترك من خلية لأخرى اثناء المكالمة نتيجة لعدم تعريف معلومات الخلية المجاورة بصورة صحيحة أو كاملة.

### مراقبة جودة الخدمة
يشمل مراقبة جودة الخدمة عادة إجراء مكالمات تجريبية عبر الشبكة لتقييم جودة النسبية لمختلف الخدمات باستخدام نتيجة الرأي متوسط (MOS). مراقبة جودة الخدمة يركز على تجربة المستخدم من الخدمة، ويسمح لمشغلي الشبكات المتنقلة للتعرف على فعالية وجودة خدماتهم من خلال التحقيق وتحليل هذه المكالمات التجريبية. ويتم مراقبة جودة الخدمة عادة بطريقة آلية، وذلك باستخدام الأجهزة التي تعمل إلى حد كبير دون تدخل بشري وتربط هذه الأجهزة داخل تقوم المركبات التي تجوب بانتظام في الشوارع مثل سيارات جمع القمامة وسيارات الأجرة أو الحافلات.
يمكن إجراء اختبار محرك الأقراص في أي وقت على شبكة حقيقة.